# Die rote Hexe
Die rote Hexe è un film muto del 1921 diretto da Friedrich Fehér.

## Produzione
Il film fu prodotto dalla Ungo-Film Ges. Ungerund Gottschalk.

## Distribuzione
Distribuito dalla Phoebus-Film AG, venne presentato a Berlino il 28 gennaio 1921.